# إيما كوك
إيما كوك (بالهولندية: Emma Kok) (مواليد في 12 مارس 2008) هي مغنية هولندية. برزت في عام 2021 بعد فوزها بالموسم العاشر من برنامج ذا فويس كيدز الهولندي. في عام 2023، انتشر أدائها لأغنية "Voilà" مع أندريه ريو وأوركسترا يوهان شتراوس على نطاق واسع، وحصدت أكثر من 70 مليون مشاهدة على يوتيوب.

## الحياة المبكرة
ولدت إيما كوك في ماستريخت ونشأت في كركرادة. والداها، فيكو وناتالي كوك، كلاهما موسيقيان التقيا في قاعة حفلات موسيقية. لديها شقيقان: شقيق يدعى إنزو وأخت تدعى صوفي. شقيقها عازف كمان وأختها مغنية كلاسيكية.
تعاني كوك من شلل المعدة وتعتمد على أنبوب التغذية منذ أن كانت في التاسعة من عمرها. ذكرت أنها تعرضت للتنمر منذ الصف الخامس بسبب مرضها وقصر قامتها الناتج عن ذلك.

## المسيرة المهنية
في يونيو 2021، فازت كوك بالموسم العاشر من ذا فويس كيدز تحت إشراف مغني الراب علي بوعلي. وفي أغسطس من ذلك العام، غنت في حفل خيري لضحايا فيضانات أوروبا عام 2021 في لمبرخ. وفي 11 مارس 2022، أصدرت كوك أغنيتها المنفردة الأولى "Laat Mij Een Vlinder Zijn".
في فبراير 2023، فازت كوك بالموسم الافتتاحي لبرنامج مينيستارز بأدائها لأغنية "Voilà" لباربرا برافي. ورد أن عازف الكمان والقائد الهولندي أندريه ريو، كان معجبًا جدًا بأداء كوك لدرجة أنه دعاها لأداء "Voilà" في سلسلة حفلاته السنوية في ساحة ماستريخت في يوليو 2023. سرعان ما انتشر هذا الأداء، وحصد 2.6 مليون مشاهدة في خمسة أيام. واصلت إصدار ثلاث أغنيات مع ريو في عام 2023 وشاركت أيضًا في حفلات ريو الكريسماسية في ديسمبر 2023.
في عام 2023، أسست كوك مؤسسة لمساعدة المرضى الذين يعانون من شلل المعدة.

## روابط خارجية
- الموقع الرسمي